# Sven Andersson (etnolog)
Johan Sven Andersson, född 28 maj 1904 i Vårdö, död 23 december 1986 i Åbo, var en finländsk etnolog och marinhistoriker. Han var adoptivson till Otto Andersson  och far till Jan Otto Andersson.
Andersson var intendent för sjöhistoriska museet i Åbo 1936–1970, blev filosofie licentiat 1957 och var lektor i svenska språket vid Åbo Akademi 1962–1970. Han redigerade tidskriften Budkavlen 1937–1970. Han författade När gåvorna landade (1941), Åländskt skärgårdsliv (1945) och ett stort antal uppsatser inom folklivsforskningens område, främst åländska studier. Han representerade den kulturgeografiska ord- och sakforskningen i rätt renodlad form. Han tilldelades professors titel 1970. 